# Právní forma
Právní forma rozlišuje různé druhy právnických osob s právní subjektivitou. Jednotlivé právní formy jsou vždy stanoveny právním řádem daného státu (ČR, SRN, USA apod.) nebo společenství (např. EU). V užším slova smyslu se někdy používá také pojem právní forma podnikání určující typ podnikatelského subjektu, který se věnuje podnikání.

## Česko
V Česku jsou uznávány a registrovány následující právnické osoby jako subjekty práva:
- Církev nebo náboženská společnost
- Dobrovolný svazek obcí
- Družstvo – sdružení fyzických i právnických osob ručící členskými podíly a vystupující převážně jako právnická osoba, vedeno je předsednictvem, nejvyšším orgánem je členská schůze
- Evidovaná právnická osoba církve a náboženské společnosti
- Evropská družstevní společnost
- Evropská společnost
- Evropské hospodářské zájmové sdružení
- Evropské seskupení pro územní spolupráci
- Honební společenstvo
- Komoditní burza
- Komora (hospodářská, agrární)
- Kraj
- Městská část hlavního města Prahy
- Mezinárodní nevládní organizace
- Mezinárodní odborová organizace
- Mezinárodní organizace zaměstnavatelů
- Nadace – zvláštní typy právních subjektů, často plnící sociální a humanitární funkce
- Nadační fond
- Národní podnik
- Obec
- Obecně prospěšná společnost
- obchodní společnosti
  - Veřejná obchodní společnost (v. o. s.)
  - Komanditní společnost (k. s.) – dva druhy společníků (komandisté a komplementáři)
  - Společnost s ručením omezeným (s. r. o.)
  - Akciová společnost (a. s.) – je vedena správní radou, nejvyšším orgánem je valná hromada akcionářů
  - Evropská (akciová) společnost na úrovni EU
- Odborová organizace
- Organizace zaměstnavatelů (viz zaměstnavatelský svaz)
- Podnik zahraničního obchodu
- Politická strana, politické hnutí
- Příspěvková organizace
- Regionální rada regionu soudržnosti
- Samosprávná stavovská organizace (profesní komora)
- Samostatná drobná provozovna (obecního úřadu)
- Sdružení mezinárodního obchodu
- Zájmové sdružení právnických osob, evropské hospodářské zájmové sdružení na úrovni EU
- Společenství vlastníků jednotek
- Společný podnik (joint venture)
- Spolek, zapsaný spolek, dříve občanské sdružení
- Státní fond ze zákona
- Státní podnik
- Státní příspěvková organizace
- Svaz církví a náboženských společností
- Školská právnická osoba – škola, školka, domov mládeže apod.
- Účelová zahraničně obchodní organizace
- Ústav
- Veřejná výzkumná instituce
- Veřejné neziskové ústavní zdravotnické zařízení
- Veřejnoprávní instituce
- Vysoká škola (veřejná, státní)
- Zahraniční osoba
- Zahraniční spolek
- Zdravotní pojišťovna
- Zvláštní organizace pro zastoupení českých zájmů v mezinárodních nevládních organizacích

Dále je v České republice registrován odštěpný závod, organizační jednotka a složka, pobočná organizace, podnik politické strany či sdružení, podnik se zahraniční majetkovou účastí apod. Ty již však nejsou samostatnými právnickými osobami. Kromě toho může podnikat i fyzická osoba – podnikatel nebo také osoba samostatně výdělečně činná (OSVČ), například živnostník, samostatně výdělečný umělec apod. Spolu mohou založit i sdružení podnikatelů, např. sdružení několika OSVČ fakturujících pod jedním jménem, jinak převážně samostatných, nebo tzv. společnost či tichou společnost také bez právní subjektivity. Právní formě podnikání je blízká statistická právní forma, proto jsou číselníky Ministerstva spravedlnosti a ČSÚ téměř totožné.
Definice právnických osob a jejich vztahů jsou uvedeny v občanském zákoníku, zákoně o obchodních korporacích a dalších předpisech. Ne všechny právnické osoby musí být samostatným podnikatelským subjektem, ale mohou být například akcionáři, členy družstev atp. České právo umožňuje i změnu právní formy obchodních společností, kdy se např. společnost s ručením omezeným přemění na akciovou společnost, aniž by taková právnická osoba současně zanikla.